# یان هوخندایک
یان پیتر هوخندایک (به هلندی: Jan Pieter Hogendijk) (زاده ۲۱ ژوئیه ۱۹۵۵ در لیوواردن) ریاضیدان و تاریخ‌نگار ریاضی اهل هلند است. هوخندایک بیشتر به خاطر پژوهش‌هایش دربارهٔ ریاضیات در دوره اسلامی و نیز ریاضیدانان ایرانی شناخته شده‌است.

## زندگی‌نامه
هوخندایک در سال ۱۹۸۳ در اوترخت دانش‌آموخته شد. موضوع تز دکترای او «تکمیل مقاطع مخروطی بوسیله ابن هیثم» بود و استادان دوره دکتری او فرد فن در بلای و جرالد تومر بودند. او دوره پسادکتری را در سال ۱۹۸۵ در دانشگاه براون در نزد دیوید پینگری گذراند و در سال‌های ۱۹۸۵/۱۹۸۶ در انستیتوی تاریخ علم در دانشگاه گوته فرانکفورت به عنوان استادیار سرگرم پژوهش و آموزش بود. هوخندایک از سال ۱۹۸۶ در دانشگاه اوترخت فعالیت می‌کند. از سال ۲۰۰۴ تا ۲۰۰۹ پروفسور تاریخ ریاضی در دانشگاه لایدن و از سال ۲۰۰۵ دارای درجه پروفسور تاریخ ریاضی در اوترخت است. او همچنین به عنوان پروفسور مهمان در دانشگاه کینگ فهد در ظهران و از سال ۲۰۰۸ تا ۲۰۱۰ در دانشگاه تهران بوده‌است.
هوخندایک همچنین پژوهشهایی دربارهٔ دوسارگ و رابطه کارهای او با آپولونیوس کرده‌است.
در سال ۱۹۹۴ هوخندایک به عنوان سخنران مدعو در کنگره جهانی ریاضیدانان در زوریخ با موضوع «ریاضیات در دوران اسلامی اسپانیا» حضور داشت.
مقاله‌های هوخندایک به زبانهای انگلیسی، هلندی، فارسی، فرانسه و آلمانی هستند.

## جوایز
هوخندایک در سال ۲۰۱۲ نخستین جایزه اتو نویگباوئر را دریافت کرد. در اعلامیه این جایزه، دلیل اختصاص این جایزه، دستاوردهای هوخندایک که در آن نشان داده است چگونه ریاضیات یونان باستان در دنیای اسلام پذیرفته، پرورانده و در پایان دوباره به اروپا داده شده‌است عنوان شد.

## آثار
- Iranian mathematics in the Netherlands in the 17th Century, in: Martine Gosselink and Dirk J. Tang, ed. , Iran and the Netherlands: Interwoven through the ages, Gronsveld and Rotterdam: Barjesteh van Waalwijk van Doorn and Co's Uitgeversmaatschappij, 2009, pp. 161–166. ISBN 9789056130985.
- Similar mathematics in different cultures: Jamshid al-Kashi and Ludolph van Ceulen on the determination of pi; pp. 189–203 in Mélanges offerts à Hossam Elkhadem par ses amis et élèves, ed. Frank Daelemans, Jean-Marie Duvosquel, Robert Halleux and David Juste, Brussels, Archives et Bibliothèques de Belgique, Numéro Spécial 83 / Archief- en Bibliotheekwezen in België, 83 Extranummer, 2007, [ISSN 0775-0722].
- Two beautiful geometrical theorems by Abu Sahl Kuhi in a 17th century Dutch translation, Ta'rikh-e Elm: Iranian Journal for the History of Science 6 (2008), 1-36.
- Al-Kashi's determination of pi to 16 decimals in an old manuscript, Zeitschrift für Geschichte der arabisch-islamischen Wissenschaften 18 (2009), 73-152.